# منتخب النمسا للكريكت
منتخب النمسا الوطني للكريكت هو ممثل النمسا الرسمي في المنافسات الدولية في الكريكت .